# Col d'Estibe Aute
Pour les articles homonymes, voir Estibe Aute (homonymie).
Le col d'Estibe Aute est un col de montagne pédestre des Pyrénées à 2 622 mètres d'altitude, dans le Lavedan, dans le département français des Hautes-Pyrénées en Occitanie.
Il relie la vallée de Gaube, à l'ouest, à la vallée de Lutour.

## Toponymie
En occitan, estibe signifie « estive, pâturage d'été en hauteur ».

## Géographie
Le col d'Estibe Aute est situé entre le pic de Bernadole (2 656 m) au nord et le pic d'Estibe Aute (2 816 m) au sud, sur la crête d'Estibe Aute. Il surplombe les lacs d'Estibe Aute (2 328 m) à l'est.

## Protection environnementale
Le col est situé dans le parc national des Pyrénées.

## Voies d'accès
Le versant ouest est accessible depuis le sentier du lac de Gaube, puis après le lac vers la cascade Esplumouse (1 949 m).
Sur le versant est, depuis le sentier du lac d'Estom, après la passerelle de Pouey-Caut prendre la direction des lacs d'Estibe Aute.